# Europese Militaire Staf

Logo van de EUMS.

De Europese Militaire Staf (EUMS) is het departement van de Europese Unie dat zich bezighoudt met Europese militaire missies. Samen met het Militair comité en het Politiek & Veiligheidscomité vormen zij de permanente militaire structuur van de EU.

## Rollen
De EUMS heeft een aantal rollen
- het monitoren van potentiële crises
- militair/strategisch vooruit plannen
- het organiseren en coördineren van procedures met nationale en multinationale hoofdkwartieren
- het programmeren, plannen, uitvoeren en evalueren van de crisismanagementprocedures van de EU vanuit een militair oogpunt
- het tot stand brengen van permanente relaties met de NAVO
- het faciliteren van een permanent verbindingsteam van de NAVO bij de Militaire staf van de EU en een EU-team opzetten in het hoofdkwartier in de Supreme Headquarters Allied Powers Europe (SHAPE) van de NAVO
- een bijdrage leveren aan het uitvoeren van de militaire onderdelen van het GVDB en aan de strijd tegen terrorisme

## EUFOR
De operaties die door de EUMS worden overzien staan bekend onder de naam EUFOR (Europese strijdkrachten). Dit zijn Europese missies die zich tijdelijk in een land bevinden. Een voorbeeld van een dergelijke missie was EUFOR Althea die in 2004 in Bosnië plaatsvond.